# Национальная сеть против милитаризации молодежи
Национальная сеть против милитаризации молодежи (англ. National Network Opposing the Militarization of Youth, NNOMY) — сеть национальных миротворческих организаций, выступающих против милитаризации школ и молодежи в США.

## Предпосылки
NNOMY была основана в рамках национальной конференции по борьбе с вербовкой «Остановить войну там, где она начинается: усиление движения против милитаризации молодежи в Филадельфии», состоявшейся в июне 2004 года.
В первый руководящий комитет вошла следующая группа организаций:
- Центральный комитет лиц, отказывающихся от военной службы по убеждениям (организация не существует) ;
- Комитет по выбору средней школы и информации о карьере, образовании и самосовершенствовании (ВЫБОР) (организация не существует);
- Комитет против милитаризма и призыва ;
- Комитет по правам человека, UTLA ;
- Коалиция мира в районе Мэдисона (организация не существует);
- Национальная программа молодежи и милитаризма / AFSC (программа не существует) ;
- Не от нашего имени (организация не существует);
- Проект ЯНО ;
- Ресурсный центр ненасилия ;
- Подростковый мир .[1]

## Кампании

### Национальный призыв: спасите наше гражданское государственное образование
Эта кампания была начата в противовес консервативным силам в Пентагоне и корпоративному влиянию на учебную среду K-12 и государственных университетов. Участниками стали учащиеся, их родители и учителя. В результате акции в 2009 году были закрыты стрельбища JROTC в 11 средних школах. Такие же результаты были достигнуты на Гавайях и в Мэриленде.

### Отделите «Свое Тело» от военной машины
Этот проект был организован в сотрудничестве с международной неправительственной организацией антивоенных активистов CODEPINK. Целью данного проекта было изъятие активов у компаний, которые занимались поставкой оружия и получали прибыль от милитаризации. Также кампания была направлена на предоставление более широких возможностей молодым людям, которые ищут альтернативу службе в армии.

### Обучение стрельбе в школе
В сотрудничестве с проектом «Молодежь и невоенные возможности» (YANO), NNOMY способствовала удалению программ стрельбы и стрельбищ из школ. Некоторые из достижений этой кампании:
- прекращение принудительного помещения студентов в JROTC;
- значительное сокращение набора JROTC Корпуса морской пехоты;
- удаление стрельбища из 11 школ в Сан-Диего .[4]

### Завоевание мира
Это была национальная кампания по распространению листовок с участием Лиги противников войны. Целью кампании было ознакомление молодежи с реальностью призыва в армию и альтернативными возможностями военной службы.

### Ветераны за мир и против вербовки
Целью этой кампании было привлечение внимания общественности к усилиям Пентагона по милитаризации молодежи путем предоставления личного опыта ветеранов и других активистов.

### Женский марш на Пентагон
Марш прошел 21 октября 2018 года и выступил против влияния Пентагона на жизнь молодежи и растраты ресурсов на военные нужды.